# ريتشارد-ستانيسلاس كوكي
ريتشارد-ستانيسلاس كوكي هو سياسي كندي، ولد في 23 يناير 1850 في تروا ريفيير في كندا، وتوفي بنفس المكان في 10 يوليو 1924. نشط حزبياً في حزب كيبيك الليبرالي. وقد انتخب عمدة وانتخب عضو الجمعية الوطنية في كيبك ‏.